# عبد الحليم شريف
عبد الحليم شريف محمود لاعب كرة قدم قطري من أصول مصرية، ولد في (3 نوفمبر 2001) ، يلعب لصالح نادي مسيمير.

## مسيرة اللاعب
لعب في نادي الوكرة ونادي لوسيل ونادي مسيمير.